# Malta Olympic Committee
Das Malta Olympic Committee (MOC, maltesisch Kumitat Olimpiku Malti) ist das Nationale Olympische Komitee in Malta mit Sitz in Gżira. Insgesamt 28 Fachverbände olympischer Sportarten, allesamt Sommersportarten, sind Mitglied im MOC.

## Geschichte
Der damalige Gouverneur von Malta, Lord Plumer, war ein großer Fan der maltesischen Wasserballmannschaft und hatte die Idee, diese an den Olympischen Spielen 1924 in Paris teilnehmen zu lassen. Seine Amtszeit endete zwar bereits kurz darauf, ein Mitarbeiter seines Stabes machte Plumers Pläne jedoch öffentlich, sodass einer der bekanntesten Wasserballspieler Maltas zu der Zeit, Meme Busietta, diese Idee mit Blick auf die Olympischen Spiele 1928 in Amsterdam aufnahm. 1925 wurde daraufhin die Amateur Swimming Association of Malta gegründet. Nachdem diese Mitglied der FINA wurde, bewarb sich Malta umgehend um die Teilnahme an den Olympischen Spielen 1928, was vom ausrichtenden niederländischen Komitee jedoch abgelehnt wurde, da Malta als britische Kolonie nicht teilnahmeberechtigt wäre. Nach einer längeren gerichtlichen Auseinandersetzung wurde Malta schließlich die Teilnahme erlaubt, allerdings wurde es notwendig, ein Komitee zu bilden, das sämtliche Sportarten Maltas hinsichtlich der Olympischen Spiele vertrat.
Am 5. Juni 1928 wurde das Nationale Olympische Komitee in Valletta gegründet, sein erster Präsident wurde Anthony Cassar Torregiani. Dies geschah noch rechtzeitig für den Wasserball-Wettbewerb bei den Olympischen Spielen 1928, bei denen Malta sein Olympiadebüt gab. 2014 nahm Malta in Sotschi erstmals an Olympischen Winterspielen teil, nachdem die Französin Élise Pellegrin aufgrund der schlechten sportlichen Perspektive unter maltesischer Flagge zu starten begann, da ihr Vater aus Malta stammt. Das MOK initiierte in den 1980er-Jahren die Spiele der kleinen Staaten von Europa, die 1985 zum ersten Mal stattfanden. Seitdem nahm Malta bei jeder Austragung teil. 2015 war Malta auch Teilnehmer bei den ersten Europaspielen in Baku.

## Präsidenten
Folgende Personen hatten bislang das Amt des Präsidenten bekleidet:
- 1928–1938: Anthony Cassar Torregiani
- 1946–1960: Paul Giorgio
- 1960–1967: Alfred Briffa
- 1968–1973: Victor Pace
- 1973–1977: Laurence Xuereb
- 1977–1989: Carm Borg
- 1989–1999: Gino Camilleri
- 1999–2013: Lino Farrugia Sacco
- seit 2013: Julian Pace Bonello